# Ferdinand de Portugal (1402-1443)
Pour les articles homonymes, voir Saint Ferdinand et Ferdinand de Portugal.

Les armes de l'infant Ferdinand, dont la devise était « Le bien me plaît » (en français dans le texte)

Ferdinand de Portugal (en portugais : Fernando de Portugal prononciation IPA /fɨɾ.'nɐ̃.ðu/), dit le « Saint Infant », né le 29 septembre 1402 à Santarém et mort le 5 juin 1443 à Fès, est un prince portugais, fils de Jean Ier roi de Portugal et de Philippa de Lancastre.
C'est un bienheureux catholique fêté le 5 juin.

## Histoire
Comme ses frères, il occupe de grandes responsabilités et est nommé gouverneur et administrateur de l'ordre d'Aviz par le pape Eugène IV en 1434. Mais contrairement à eux, il ne participe pas à la fameuse prise de Ceuta par les Portugais en 1415. Il reste longtemps le seul de la famille à ne pas avoir bataillé en terre africaine. À la mort de son père, il défend auprès de son frère l'idée de nouvelle croisade en terre musulmane. Édouard Ier finit par céder. Le Portugal décide d'envahir Tanger. 
Ferdinand embarque malgré la maladie. Les Portugais subissent une lourde défaite. Contraints de négocier leur retraite avec les Maures, ils acceptent de leur abandonner Ferdinand comme garantie. Les Maures exigent entre autres la restitution de Ceuta.   
Ferdinand reste donc prisonnier en compagnie de sept de ses serviteurs. Le pays se divise quant au respect du traité de paix qui se résume à rendre Ceuta ou accepter de faire de Ferdinand un martyr. Malgré les négociations, Ferdinand meurt en captivité à Fès en juin 1443 après quinze mois de détention. Le gouverneur de Tanger le fait suspendre aux murailles de la ville. Ses serviteurs recueilleront son cœur et ses entrailles qui seront conservées à Batalha.
Sa mort en captivité suscite une grande émotion dans les cours européennes. Les malheurs de ce prince sont le sujet d'un grand nombre de légendes, parmi lesquelles la Chronique du père Jérôme Ramas, publiée à Lisbonne en 1577.

## Sources et références
- Notices d'autorité :   - VIAF
  - ISNI
  - IdRef
  - LCCN
  - GND
  - Pologne
  - Israël
  - WorldCat

Cet article comprend des extraits du Dictionnaire Bouillet. Il est possible de supprimer cette indication, si le texte reflète le savoir actuel sur ce thème, si les sources sont citées, s'il satisfait aux exigences linguistiques actuelles et s'il ne contient pas de propos qui vont à l'encontre des règles de neutralité de Wikipédia.
1. ↑  Nominis : Bienheureux Ferdinand de Portugal